# 香港石牆樹

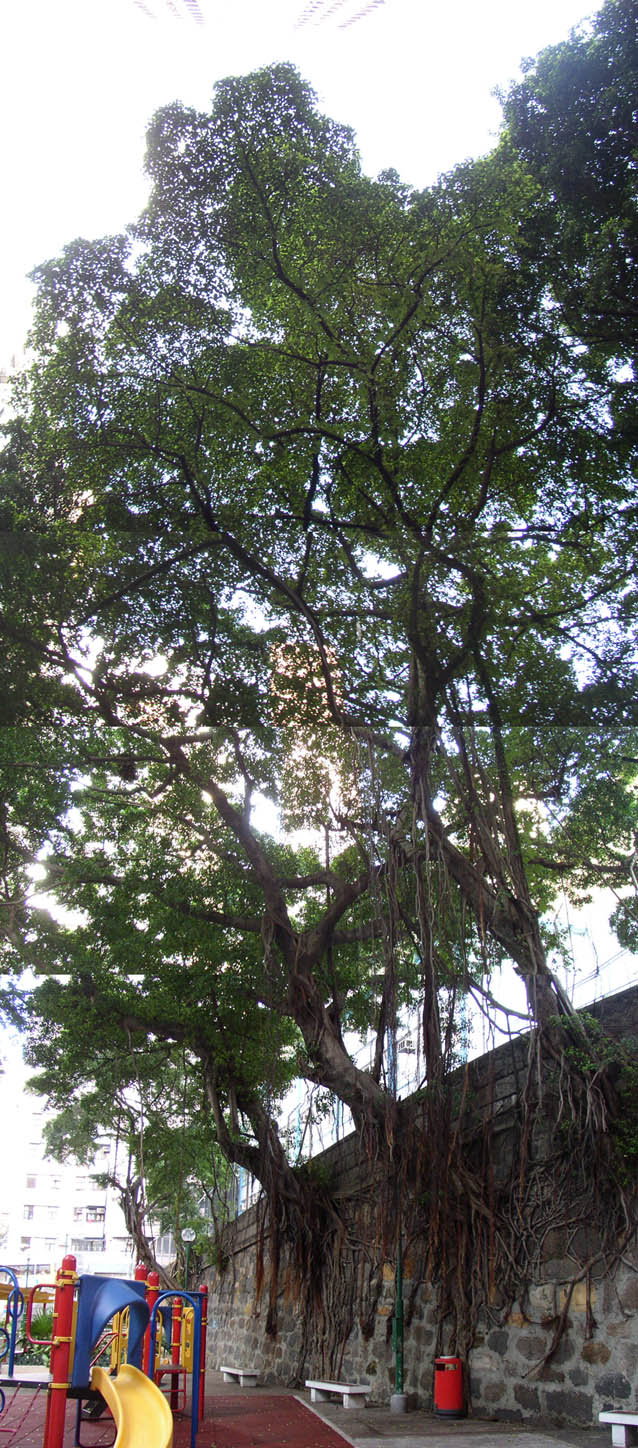
於西營盤玫瑰里兒童遊樂場的石牆樹

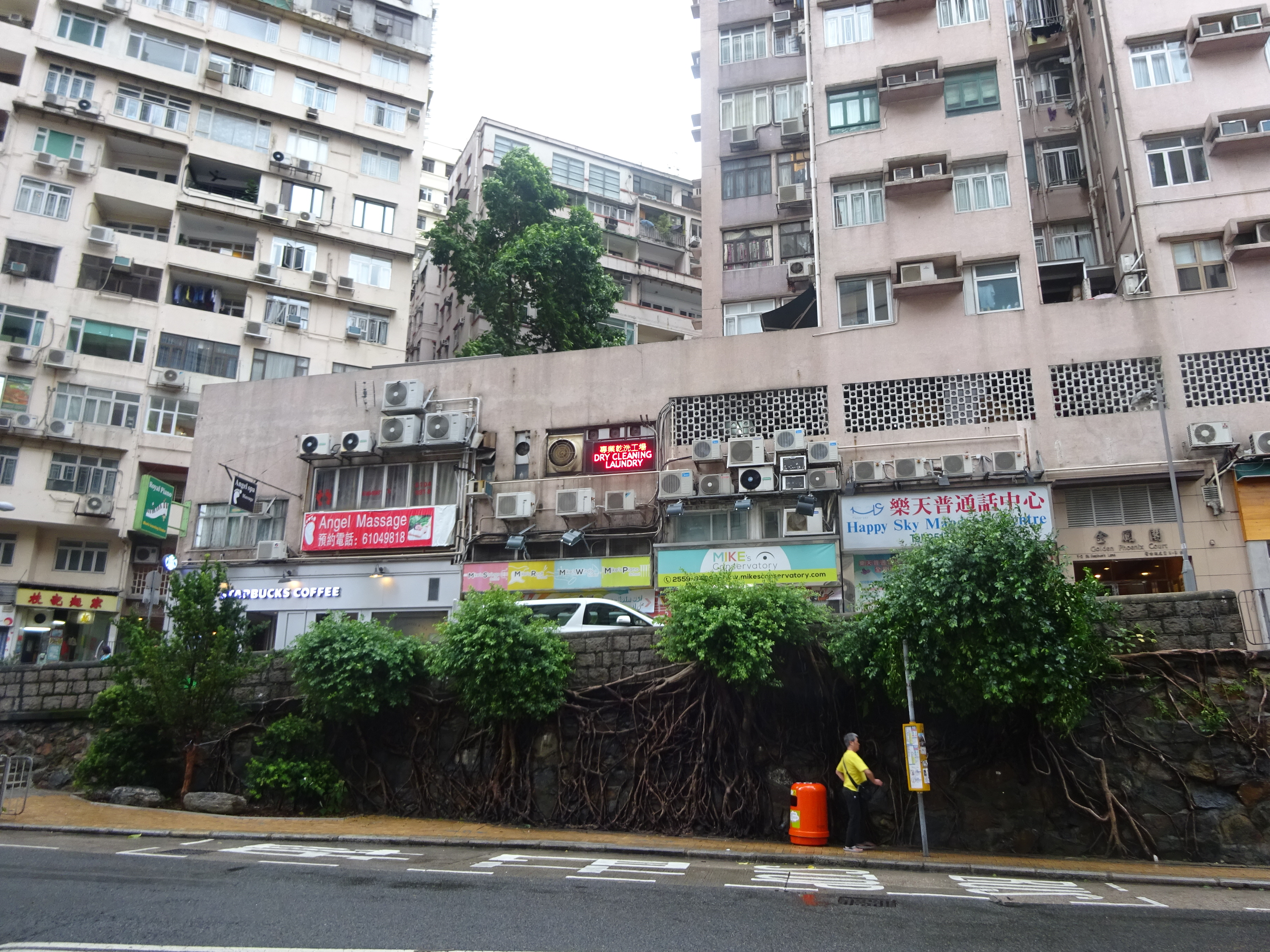
半山區般咸道石牆樹在2016年已重新長出翠綠的水橫枝

香港的石牆樹多數集中在香港島地區，由於很多道路都是平整土坡開闢而成，不少高樓大廈也於斜坡上建起來，為了防止山泥傾瀉導致危險，這些土坡均要加固。由19世紀中開始一直到戰前，香港政府及建築商就一直以築石牆鞏固土坡，至近20年方改以水泥灌漿封坡。

## 分佈
1996年夏季進行的研究得出目前香港有1275棵石牆樹長於505幅護土牆上。中西區有約110幅護坡牆長有樹木，是石牆樹最集中的地方，灣仔區也有大量的牆樹。這些石牆樹很多已有上百年的樹齡。
根據香港環保組織長春社資料，香港價值較高的石牆樹分別位於：
（以下的地方名部分作出了調整）
- 港島中西區堅尼地城科士街
- 港島中西區中環荷李活道(前警察宿舍)
- 港島中西區西環玫瑰里
- 港島中西區西半山般咸道/高街交界
- 港島中西區上環醫院道(近般咸道)
- 港島中西區西半山羅便臣道84號對開
- 港島中西區西半山聖士提反里
- 港島中西區西環香港佐治五世紀念公園（已被列入《古樹名木冊》）
- 港島灣仔區東半山司徒拔道(近堅尼地道)
- 港島灣仔區船街(近南固台)
- 九龍油尖旺區九龍公園鳥湖側

全香港規模最大的石牆樹，位於中西區西環科士街球場側。該幅石牆已有約百年歷史，牆上長有一列多棵高大的細葉榕樹，甚為壯觀。而曾是全香港最高的石牆樹位於中西區般咸道向正街方向，高約20米，可惜部分已倒塌，另一部分亦被政府以風險為由切割。

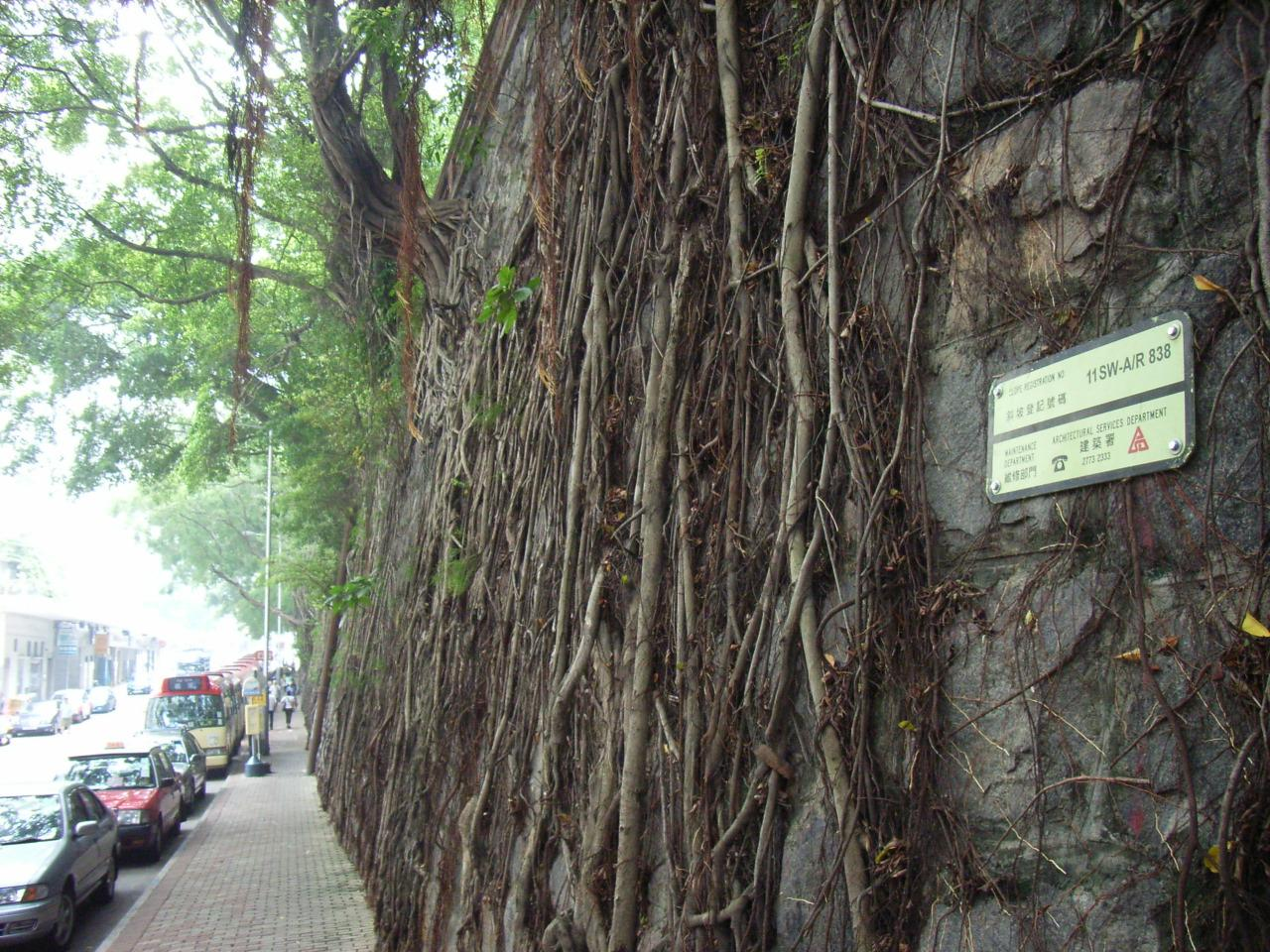
堅尼地城科士街的石牆樹

### 石牆樹倒塌及被政府切割
- 港島中西區西半山般咸道(近正街)

該處原有六棵細葉榕。
2015年7月22日，其中一棵樹木在大雨中倒塌（該樹原被列於《古樹名木冊》內），壓傷兩名途人，政府根據樹木管理辦事處（樹木辦）的意見，在當日移除另一棵狀況不佳的樹木及修剪餘下的四棵樹木，以緩減有關風險。
同年8月7日，政府以颱風蘇迪羅或許有機會襲港為由把餘下的四棵樹木切割至餘下根部，但當時蘇迪羅的路徑不會對香港產生任何影響。政府亦稱頂部圍牆有新裂縫，有安全問題須盡快斬樹。公眾人士揭發四棵石牆樹根部生長在聖士提反里底下的土地，高於聖士提反里的頂部圍牆不屬護土牆結構部份。四棵石牆樹健康成長，把頂部圍牆逼爆而產生裂縫。政府沒有諮詢或通知發展局樹木管理專家小組，並只在斬樹前一小時才通知區議員。眾多人士批評政府毀滅生態，但政府則指該四棵樹木並非在《古樹名木冊》內。
在往後的日子，這些般咸道石牆樹重新生長，新的分枝及樹葉亦已達數米高。有關不同時期的生長情況，現時仍可在Google地圖找到不同時期的照片。

## 價值

### 生態價值
早期在香港島上開闢道路時，並沒有考慮綠化問題，因此夏天路上酷熱難當，而由於這些道路一般比較狹窄，難以在路旁植樹遮蔭。而自然生成的石牆樹則不但沒有佔用寶貴的路面空間，而且遮蓋道路，降低路面溫度。
香港島的道路兩旁多為高樓大廈所屏障，因此路面車輛排出的廢氣及高樓大廈空調排出的熱氣均難以驅散，造成空氣污染。而高大的石牆樹（尤其是榕樹）能淨化空氣、阻擋沙塵、降低溫度、改善空氣質素。而石牆上的樹種據1996年夏季進行的研究，約有30多種大多為本地物種，當中以桑科榕屬為主。細葉榕已佔當中的百分之五十，及佔高於九米的石牆樹的百分之八十。
石牆樹也為鳥類及各種昆蟲提供棲生之所，香港市區密度極高，石牆樹對保持市區內的物種多樣性甚為重要。
此外，石牆樹可抓緊石牆，吸收石牆內的水分，使石牆更加鞏固，較難因積水過多而崩塌。

### 文化價值
香港的石牆樹多自二次世界大戰前已經長起來，成為了社區景觀的一部分，也是社區的特色地標。由於石牆樹形態美麗，生命力頑強，因此得到附近居民的喜愛，成為社區集體回憶不可或缺的一部分。
部分長者認為老樹有靈性，可改善風水，為社區帶來好運。
出於純商業的角度考慮，石牆樹因綠化了附近環境，亦間接使得周邊樓宇的樓價提高。

## 面臨危機

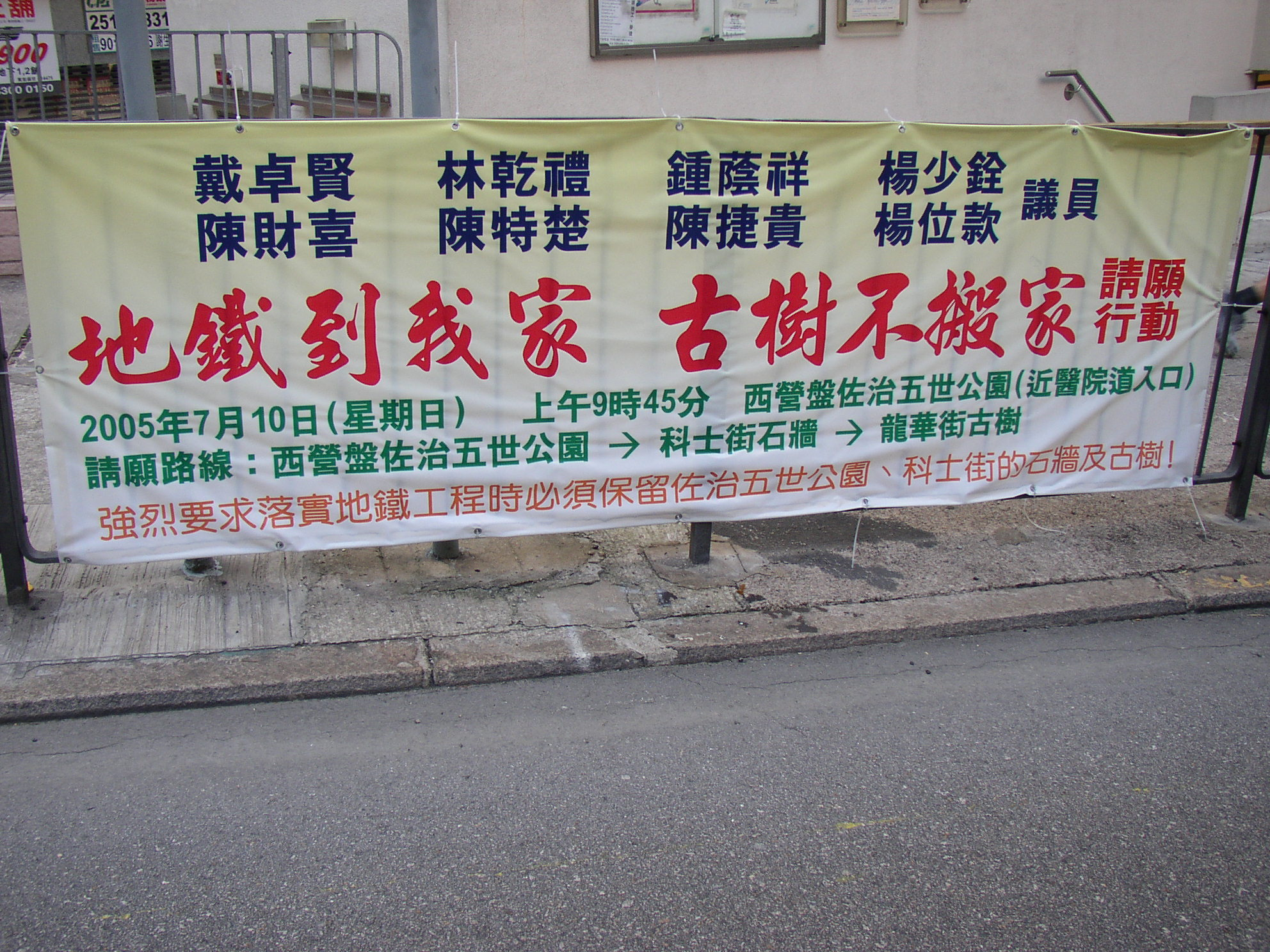
由中西區區議員發起的「地鐵到我家，古樹不搬家」運動

1990年代初曾發生了多場使護土牆倒塌，並造成人命傷亡的大雨，迫使香港土木工程署（今土木工程拓展署）開始調查香港所有的護土牆及人造斜坡，並對有潛在危險的進行鞏固工程。香港島的不少護土牆，由於建成年代久遠，已不符合現代的規格要求，因此土木工程署進行了大規模的修繕工程，但不論以何種方法修繕，最後皆要在坡上鋪上一層水泥漿鞏固坡面。水泥漿密不透風，使長在其上的石牆樹的根部因呼吸因難而枯死。
一些地方因建築工程需要，而將附近的大樹砍掉。例如中西區荷里活道警察宿舍重建工程的原規劃中，即需要把一段石牆拆掉，外圍14棵的石牆樹因而要砍掉11棵。此外，港鐵的港島綫西延工程也計劃在科士街公園興建出口，也會使公園旁的石牆樹消失。
過去建石牆的技術主要由來自東莞的工匠掌握，而戰後因技術改良，後建的石牆已不會留下可供植物生長的石縫，至近二十多年使用了水泥加固技術後，護土牆更是寸草不生。然而，由於最初建石牆的技術已經失傳，現在已不可能再建造出可使樹木生長的石牆，因此石牆樹所依附的石牆一旦拆掉或被水泥密封，其上的石牆樹消失了即不可再生。
目前，香港並沒有專門的法例保護具有歷史價值的古樹及石牆樹。

## 保育運動
香港最早研究並發掘石牆樹價值的，是有「樹博士」之稱，主力研究市區生態地理的香港大學地理學系講座教授詹志勇。香港環保組織長春社也舉辦了保護石牆樹的快閃活動。而中西區及灣仔區的區議會，在與長春社等組織一同保護甘棠第、舊中區警署、南固臺等歷史建築取得成功後，也開始關注保護石牆樹。
香港關注樹木保育的人士和團體先後發起多次的保護石牆樹運動，第一個是保護中西區荷里活道前警察宿舍外的石牆樹運動。2005年6月11日，「保護古樹古蹟行動」舉行了「611手牽手護古樹」的活動，向政府及發展商施壓，要求發展商更改計劃，不要拆去該幅石牆及砍去其上的石牆樹；第二個是長春社在同年7月發起的「保樹快閃行動」，第三個則是由「地鐵到我家，古樹不搬家」運動發起的請願遊行，要求地鐵公司 （現稱港鐵公司）在興建西港島綫堅尼地城站及西營盤站時，能保留位於港鐵站工程範圍內的佐治五世公園及科士街石牆樹。
此外，部分環保團體及個人倡議修改現行的《古物古跡條例》，將屬於天然遺產的石牆樹納入保護範圍。
2006年3月20日，環保團體長春社發起「救救龍珠街石牆樹」行動，要求保存深水埗大坑東龍珠街明渠上的石牆樹，指明渠上廿多棵石牆樹具保育價值，而當中11棵青果榕更是石牆樹中所罕見，有別於中西區和灣仔區常見的細葉榕。他們指，明渠水質已有改善，且解決明渠氣味應從治理污染源方向入手，而非以斬樹封渠，眼不見為乾淨的方式處理。
同年，灣仔區議會又與長春社一起出版小冊子《灣仔地圖之愛在石牆樹下》，將較早前一個石牆樹攝影比賽的優秀作品放在小冊子內，此外也有介紹石牆樹的特色和價值以及灣仔區內的重要石牆樹的分佈地點。

## 其它地方的著名石墙树
- 北京：明十三陵——定陵
- 广州：越秀公园明代古城墙
- 澳門：聖地牙哥酒店、陸軍俱樂部（資料來源：《澳門古樹》）
- 新加坡：新加坡河

### 引用
1. 1 2  《香港文物 Heritage Hong Kong 2005年8月》古石牆作為香港市區樹木棲息的生態環境 2005年8月
2. ↑  .   [2005-08-02]. （原始内容存档于2012-02-20）. （页面存档备份，存于）
3. ↑  .   [2005-08-16]. （原始内容存档于2005-12-10）. （页面存档备份，存于）
4. ↑  .   [2005-08-16]. （原始内容存档于2005-04-12）. （页面存档备份，存于）
5. ↑  [永久]
6. ↑  . Apple Daily 蘋果日報.   [2015-08-11]. （原始内容存档于2015-09-25）. （页面存档备份，存于）
7. ↑  Pao, Ming. .   [2015-08-11]. （原始内容存档于2016-03-04）. （页面存档备份，存于）
8. ↑  . www.info.gov.hk.   [2015-08-09]. （原始内容存档于2019-11-10）. （页面存档备份，存于）

## 外部連結
- 维基共享资源上的相關多媒體資源：香港石牆樹